# 上組
株式会社上組（かみぐみ、英: Kamigumi Co.,Ltd.）は、兵庫県神戸市中央区に本社を置く、港湾運送業・倉庫業・重量物運搬などをおこなう企業である。港湾運送業最大手。
1867年（慶応3年）に創業され、神戸港を始め、全国の主要港湾などで業務を展開している。輸出入に関する法律が整備されるに伴い、沖仲仕を束ねる港湾荷役や艀や船頭の手配から、関税事務をはじめ倉庫業、輸送業も行うようになった。

## 主な業務
- 国際複合一貫輸送
- 港湾物流
- 倉庫業
- 工場・倉庫内物流
- 重量物運搬・据付
- 発電所・橋梁などのプラント建設
- 製鉄所など鉄鋼業での各種下請け作業

## 沿革
- 1867年 - 神戸運上所出入りの貨物の運搬を行う、「神戸浜仲」として創業。
- 1873年 - 「上組浜仲」と改称。神戸港の上方（東部）を担当する組の意。これが現社名の由来となる。
- 1906年5月 - 上組合資会社設立。
- 1947年2月 - 上組土建株式会社設立。
- 1948年9月 - 上津合資会社に商号変更。
- 1950年7月 - 倉庫業開始。
- 1952年4月 - 上組合資会社に商号を戻す。
- 1965年1月 - 株式会社に組織変更するため、上組土建株式会社と合併し、株式会社上組に商号変更。
- 1971年3月 - 東証・大証二部上場。
- 1972年2月 - 東証・大証一部指定替え。
- 2003年 - 神戸港ポートアイランドPC-18コンテナバースを神戸港埠頭公社から借り受け、上組神戸コンテナターミナル（KGKT）を開設。
- 2004年 - 東京港中央防波堤内側外貿雑貨埠頭の重量物岸壁を購入・改修し、国内では珍しい私設コンテナバース（上組東京コンテナターミナル・KGTT）を開設。
- 2022年 - 株式会社トレードワルツに出資[2]。

## 関連会社
- 上組海運株式会社
- 上組航空サービス株式会社
- 上組陸運株式会社
- 泉産業株式会社
- 大分港運株式会社
- 株式会社カミックス
  - 岩川醸造株式会社
- 上津運輸株式会社
- 上豊工業株式会社
- 丸古海運株式会社
- 株式会社ディ・エス・エーエージェンシーズナゴヤ
- 上海スーパーエクスプレス株式会社 - 商船三井、日本通運の3社で出資していたが、2015年いっぱいでの営業終了し、2016年3月に清算完了した。